# Wandelend geraamte
Het wandelend geraamte (Caprella linearis) is een vlokreeftensoort uit de familie spookkreeftjes (Caprellidae). De wetenschappelijke naam van de soort werd in 1767 gepubliceerd door Carl Linnaeus.

## Kenmerken
Het wandelend geraamte is een klein, langgerekt en doorzichtige kreeft, waarvan het mannetje ongeveer 2 cm lang wordt. Vrouwtjes worden meestal 1,5 cm. Het lichaam is duidelijk verdeeld. De middelste segmenten dragen slechts rudimentaire pootjes. De achterste poten eindigen in een soort grijphaakjes, terwijl de schaarpoten fors ontwikkeld zijn. Het vrouwtje draagt de eieren in een broedbuidel.

## Leefgebied
Het wandelend geraamte leeft meestal in het wat diepere water. Ze houden zich met de haakjes aan de achterpoten vast aan de ondergrond van wieren, sponzen of hydroïdpoliepen en met de schaarpoten wordt dierlijk plankton uit het water gevist.